# William Blumberg
William Blumberg (* 26. ledna 1998 New York) je americký profesionální tenista. Ve své dosavadní kariéře na okruhu ATP Tour vyhrál tři deblové turnaje. Na challengerech ATP a okruhu ITF získal šest titulů ve čtyřhře.
Na žebříčku ATP byl ve dvouhře nejvýše klasifikován v lednu 2019 na 438. místě a ve čtyřhře v září 2022 na 74. místě. Trénují ho Stephen Huss a Tripp Phillips.
V juniorském tenise se probojoval do finále čtyřhry French Open 2015. S krajanem Tommym Paulem v něm nestačili na Španěly Álvara Lópeze San Martína a Jaumeho Munara. Zahrál si také čtvrtfinále singla i debla ve Wimbledonu 2015. V roce 2014 byl členem amerického týmu, který vyhrál juniorský Davis Cup. Na juniorském kombinovaném žebříčku ITF nejvýše figuroval během ledna 2016, kdy mu patřila 4. příčka.

## Tenisová kariéra
V letech 2017–2021 hrál univerzitní tenis za Severokarolínskou univerzitu v Chapel Hill. Na akademickém okruhu organizovaném Intercollegiate Tennis Association se stal prvním hráčem v historii, který získal ocenění All-America ve dvouhře i čtyřhře během všech akademických sezón 2017, 2018, 2019, 2020 a 2021, ceny udělované tenistům, kteří postoupili do závěrečných fází šampionátů NCAA, či figurovali na předních místech žebříčku ITA.
Debut v nejvyšší grandslamové kategorii zaznamenal v mužském deblu US Open 2017, do nějž obdržel s krajanem Spencerem Papou divokou kartu. Na úvod podlehli nejvýše nasazenému, finsko-australskému páru Henri Kontinen a John Peers. Jednalo se zároveň o jeho první zápas na okruhu ATP Tour. Na divokou kartu zasáhl i do newyorské kvalifikace, kde jej vyřadil Turek Cem İlkel. Premiérovou hlavní soutěž na túře ATP mimo grandslam odehrál v newportské čtyřhře Hall of Fame Open 2021, z níž si odvezl trofej. V páru s krajanem Jackem Sockem ve finále zdolali americko-kanadskou dvojici Austin Krajicek a Vasek Pospisil po dvousetovém průběhu. Bodový zisk jej posunul na nové žebříčkové maximum, 284. místo ve čtyřhře.
V semifinále debla houstonského U.S. Men's Clay Court Championships 2022 vypadl v páru s krajanem Maxem Schnurem. V letní části sezóny pak obhájil titul na Hall of Fame Open 2022, kde se jeho spoluhráčem stal další Američan Steve Johnson. V závěrečném zápase přehráli jihoafricko-brazilské turnajové jedničky Ravena Klaasena s Marcelem Melem. V newportské dvouhře odehrál první singlové utkání na okruhu ATP Tour. V prvním kole však nestačil na světovou osmačtyřicítku Benjamina Bonziho z Francie. Třetí deblovou trofej přidal o dva týdny později, ze srpnového Los Cabos Open 2022. V mexickém letovisku poprvé startoval se Srbem Miomirem Kecmanovićem. V semifinále vyřadili první nasazené Santiaga Gonzáleze s Andrésem Moltenim a v boji o titul opět porazili Klaasena s Melem, s nimiž ztratili jediný game. 

## Finále na okruhu ATP Tour

### Čtyřhra: 6 (3–3)
| Legenda                   |
| ------------------------- |
| Grand Slam (0)            |
| Turnaj mistrů (0)         |
| ATP Tour Masters 1000 (0) |
| ATP Tour 500 (0)          |
| ATP Tour 250 (3–3)        |

| Stav      | č. | datum         | turnaj                     | povrch    | spoluhráč         | soupeři ve finále                 | výsledek         |
| --------- | -- | ------------- | -------------------------- | --------- | ----------------- | --------------------------------- | ---------------- |
| Vítěz     | 1. | červenec 2021 | Newport, Spojené státy     | tráva     | Jack Sock         | Austin Krajicek Vasek Pospisil    | 6–2, 7–6(7–3)    |
| Vítěz     | 2. | červenec 2022 | Newport, Spojené státy (2) | tráva     | Steve Johnson     | Raven Klaasen Marcelo Melo        | 6–4, 7–5         |
| Vítěz     | 3. | srpen 2022    | Los Cabos, Mexiko          | tvrdý     | Miomir Kecmanović | Raven Klaasen Marcelo Melo        | 6–0, 6–1         |
| Finalista | 1. | červenec 2023 | Newport, Spojené státy     | tráva     | Max Purcell       | Nathaniel Lammons Jackson Withrow | 3–6, 7–5, [5–10] |
| Finalista | 2. | únor 2024     | Dallas, Spojené státy      | tvrdý (h) | Rinky Hijikata    | Max Purcell Jordan Thompson       | 4–6, 6–2, [8–10] |
| Finalista | 3. | duben 2024    | Houston, Spojené státy     | antuka    | John Peers        | Max Purcell Jordan Thompson       | 5–7, 1–6         |

## Tituly na challengerech ATP a okruhu ITF
| Legenda                |
| ---------------------- |
| Challengery (0 D; 6 Č) |
| ITF (0 D; 0 Č)         |

### Čtyřhra (6 titulů)
| Č. | datum         | turnaj                         | povrch    | spoluhráč           | poražení finalisté                    | výsledek              |
| -- | ------------- | ------------------------------ | --------- | ------------------- | ------------------------------------- | --------------------- |
| 1. | září 2021     | Cary, Spojené státy            | tvrdý     | Max Schnur          | Stefan Kozlov Peter Polansky          | 6–4, 1–6, [10–4]      |
| 2. | říjen 2021    | Las Vegas, Spojené státy       | tvrdý     | Max Schnur          | Jason Jung Evan King                  | 7–5, 6–7(5–7), [10–5] |
| 3. | listopad 2021 | Charlottesville, Spojené státy | tvrdý (h) | Max Schnur          | Treat Conrad Huey Frederik Nielsen    | 3–6, 6–1, [14–12]     |
| 4. | leden 2022    | Cleveland, Spojené státy       | tvrdý (h) | Max Schnur          | Robert Galloway Jackson Withrow       | 6–3, 7–6(7–4)         |
| 5. | duben 2023    | Savannah, Spojené státy        | antuka    | Luis David Martínez | Federico Agustín Gómez Nicolás Kicker | 6–1, 6–4              |
| 6. | červen 2023   | Modena, Itálie                 | antuka    | Luis David Martínez | Roman Jebavý Vladyslav Manafov        | 6–4, 6–4              |

## Finále na juniorském Grand Slamu

### Čtyřhra juniorů: 1 (0–1)
| Stav      | rok  | turnaj      | povrch | spoluhráč  | soupeři ve finále                   | výsledek |
| --------- | ---- | ----------- | ------ | ---------- | ----------------------------------- | -------- |
| Finalista | 2015 | French Open | antuka | Tommy Paul | Álvaro López San Martín Jaume Munar | 4–6, 2–6 |